# Cuphanoa
Cuphanoa là một chi bướm đêm thuộc họ Noctuidae.